# Ambassadeur (pâtisserie)

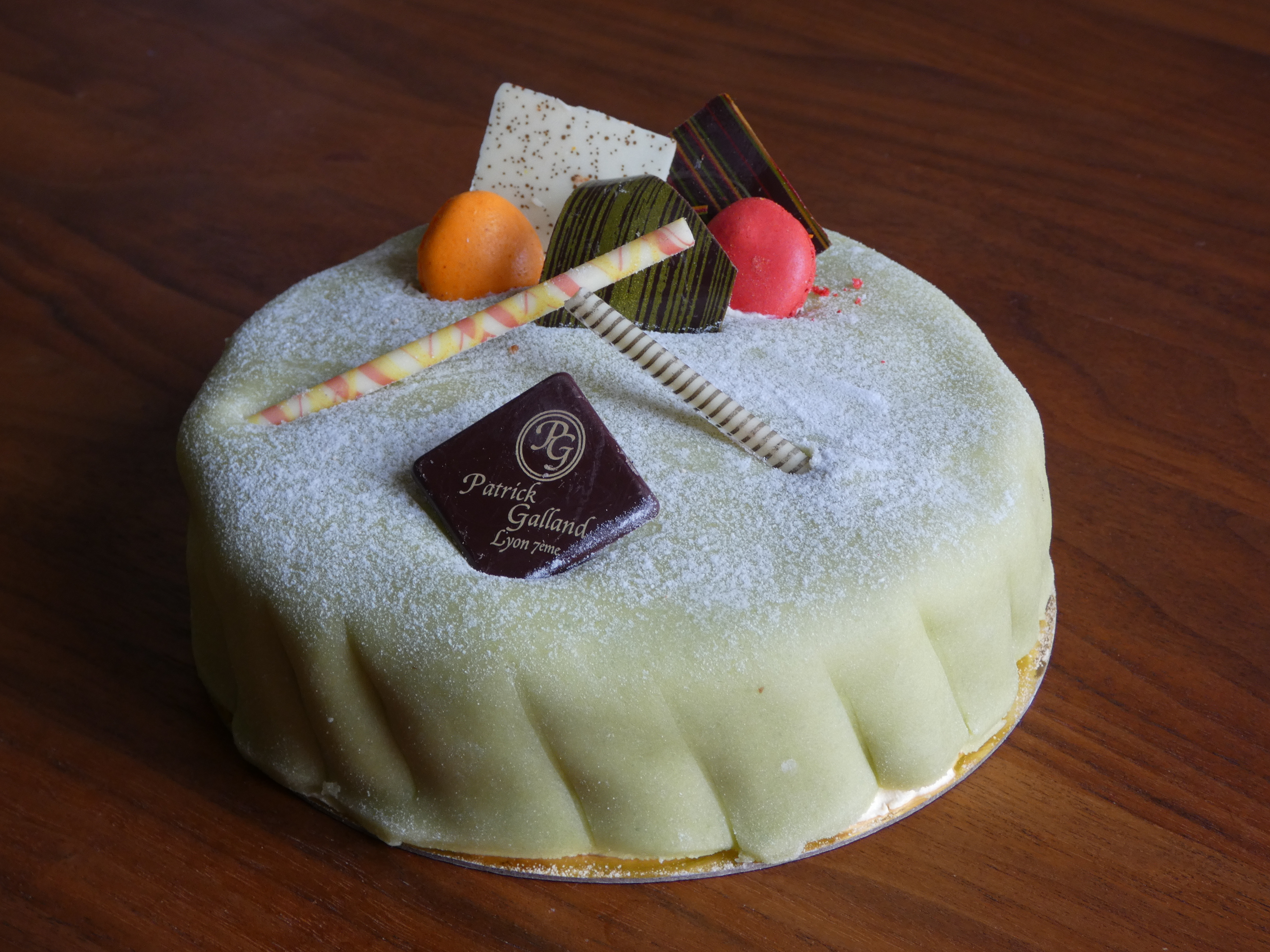
Un ambassadeur.

Pour les articles homonymes, voir Ambassadeur (homonymie).
L'ambassadeur est une pâtisserie constituée d'une génoise entrecoupée d'une couche de crème pâtissière garnie de fruits confits marinés au kirsch, l'ensemble étant recouvert de pâte d'amande (verte le plus souvent). Une variante imbibée de Grand Marnier est proposée sous le nom de « mandarin ». Ce gâteau est généralement rond. Différentes décorations peuvent être disposées dessus. 